# Prêmio Yamato de 2011
O Prêmio Yamato de 2011 foi a 9ª e última edição da premiação que era considerada o Oscar da Dublagem Brasileira. O evento ocorreu em 9 de julho de 2011 durante o Anime Friends.

## Informações
A última edição teve uma nova categoria, Melhor Dublagem de Animação. Já a categoria Melhor Mixagem foi extinta.

## Indicados e vencedores
Fontes:
| Prêmio Yamato de 2011 | Prêmio Yamato de 2011 |
| --- | --- |
| Melhor Dublagem - Harry Potter e as Relíquias da Morte - Parte 1 (Delart) - Alice no País das Maravilhas (Delart) - Amor e Outras Drogas (Sigma) - Karatê Kid (Double Sound) - O Lobisomem (Delart) - Príncipe da Pérsia: As Areias do Tempo (Delart) - Se Beber, Não Case (Wan Marc) - Sex and the City 2 (Wan Marc) - Sherlock Holmes (Delart) | |
| Melhor Dubladora de Protagonista - Mabel Cezar - Rosane Rocha, em Megamente - Fernanda Crispim - Fiona, em Shrek para Sempre - Luciana Baroli - Bella, em A Saga Crepúsculo: Eclipse - Mabel Cezar - Samantha Jones, em Sex and the City 2 - Miriam Ficher - Evelyn Salt, em Salt - Mirna Rodrigues - Melissa Leo, em Treme - Mônica Rossi - Dra. Meredith Grey, em Grey's Anatomy - Priscilla Amorim - Teresa Lisbon, em O Mentalista - Sylvia Salustti - Quorra, em Tron: O Legado | Melhor Dublador de Protagonista - Gustavo Pereira - Soluço, em Como Treinar seu Dragão - Alexandre Moreno - Watson, em Sherlock Holmes - Christiano Torreão - Cobb, em A Origem - Claudio Galvan - Megamente, em Megamente - Felipe Grinnan - Dastan, em Príncipe da Pérsia: As Areias do Tempo - Jorge Lucas - Chapeleiro Maluco, em Alice no País das Maravilhas - Marcelo Pissardini - Kick Buttowski, em Kick Buttowski - Marcio Simões - Lawrence Talbot, em O Lobisomem - Marco Ribeiro - Tony Stark, em Homem de Ferro 2 - Mauro Ramos - Shrek, em Shrek para Sempre - Ronanildo Julio - Capitão Falange, em As Trapalhadas de Flapjack - Sérgio Cantú - Sheldon, em The Big Bang Theory - Silvio Giraldi - Davis McAlary, em Treme |
| Melhor Dubladora de Coadjuvante - Carla Pompillo - Bolha, em As Trapalhadas de Flapjack - Fernanda Bullara - Rachel, em Glee - Fernanda Baronne - Irene Adler, em Sherlock Holmes - Lúcia Helena - Sue Sylvester, em Glee - Luciana Baroli - Marissa, em Meninas Malvadas - Luisa Palomanes - Astrid, em Como Treinar seu Dragão - Maíra Góes - Sherry, em Karatê Kid - Samira Fernandes - Márcia Lima, em Sonha Comigo                                                              | Melhor Dublador de Coadjuvante - Mário Jorge - Burro, em Shrek para Sempre - Alexandre Moreno - Ken, em Toy Story 3 - Luiz Carlos Persy - Voldemort, em Harry Potter e as Relíquias da Morte - Parte 1 - Mckeidy Lisita - Criado, em Megamente - Paulo Mathias Júnior. - Titã, em Megamente - Philippe Maia - Lord Coward, em Sherlock Holmes - Renan Freitas - Catatau, em Zé Colmeia - O Filme - Wendel Bezerra - Josh Randall, em Amor e Outras Drogas |
| Melhor Redublagem ou Continuação - As Trapalhadas de Flapjack - (Double Sound) - The Big Bang Theory (Cinevideo) - Chuck (Wan Marc) - Conta Comigo (Dublavídeo) - Glee (Dublavídeo) - Gossip Girl - (Delart) - One Tree Hill (Delart) - Sunny entre Estrelas (1.ª temporada) (Álamo/Disney Channel) - Saint Seiya: The Lost Canvas (Dubrasil) | Melhor Direção de Dublagem - Marlene Costa - Megamente - Alessandra Araújo - Treme - Flávio Dias - Mad Men - Jussara Marques - Parks and Recreation - Manolo Rey - Príncipe da Pérsia: As Areias do Tempo - Marlene Costa - Shrek para Sempre - Priscila Amorim - The Big Bang Theory - Renato Soares - Boardwalk Empire - Rodrigo Andreato - Sunny entre Estrelas |
| Melhor Narração ou Locução - Nestor Chiesse (Sony Entertainment Television) - Gilberto Rocha Júnior - Dragon Ball Kai - Gilberto Rocha Júnior. - Saint Seiya: The Lost Canvas - Nestor Chiesse - Canal FOX | Melhor Revelação - Cadu Paschoal - Aang, em O Último Mestre do Ar, e Dre, em Karatê Kid - Cassia Bisceglia - Luana Barros - Trem, em Dino Trem - Mckeidy Lisita - Criado, em Megamente - Roberto Leite - Kagaho, em Saint Seiya: The Lost Canvas |
| Melhor Tradução/Adaptação - Harry Potter e as Relíquias da Morte - Parte 1 (Delart) - Boardwalk Empire (Arcanjo) - Denise Simonetto - Meninas Malvadas - Fernanda Baronne e Cristina Berio - Megamente (Double Sound) - Karatê Kid (Double Sound) - Marco Aurélio Nunes - Liga dos Supermalvados (TV Group/Disney XD) - Se Beber, Não Case (Wan Marc) | Melhor Trilha Sonora Adaptada - Wendel Bezerra - Os Imaginadores (Álamo) - Doodlebops - TV Group/Disney XD - Félix Ferra - Phineas e Ferb (2ª temporada) - Félix Ferra - Enrolados - Félix Ferra - Tinker Bell e o Resgate da Fada - Léo Martins - Avengers (Audio Corp) |
| Melhor Dublagem em Longa de Animação - Megamente (Double Sound) - A Lenda dos Guardiões (Delart) - As Aventuras de Sammy (Álamo) - Como Treinar seu Dragão (Double Sound) - Meu Malvado Favorito (Delart) - Shrek para Sempre (Double Sound) - Toy Story 3 (Delart) - Zé Colmeia - O Filme (Delart) | Melhor Dublagem de Anime - Saint Seiya: The Lost Canvas (DuBrasil) - Bleach (Dublart) - Dragon Ball Kai (BKS) - Fullmetal Alchemist: Brotherhood (Álamo) - Naruto - 4ª temporada (CBS) - Super Onze (Centauro) |
| Melhor Dubladora de Anime - Miriam Ficher - Pandora, em Saint Seiya: The Lost Canvas - Fátima Noya - Son Gohan, em Dragon Ball Kai - Melissa Garcia - Orihime Inoue, em Bleach - Raquel Marinho - Chi Chi, em Dragon Ball Kai - Tânia Gaidarji - Bulma, em Dragon Ball Kai - Tati Keplmair - Yuzuriha, em Saint Seiya: The Lost Canvas - Úrsula Bezerra - Naruto Uzumaki, em Naruto                                                                                                  | Melhor Dublador de Anime - Charles Emmanuel - Tenma, em Saint Seiya: The Lost Canvas - Fábio Lucindo - Ash Ketchum, em Pokémon - Fábio Lucindo - Ichigo Kurosaki, em Bleach - Fábio Lucindo – Kuririn, em Dragon Ball Kai - Hermes Baroli - Roy Mustang, em Fullmetal Alchemist: Brotherhood - Mauro Ramos - Aldebaran de Touro, em Saint Seiya: The Lost Canvas - Robson Kumode – Kido, em Super Onze |